# (8150) Kaluga
(8150) Kaluga ist ein im äußeren Hauptgürtel gelegener Asteroid, der am 24. August 1985 vom japanischen Astronomen Nikolai Stepanowitsch Tschernych am Krim-Observatorium (IAU-Code 095) in Nautschnyj, etwa 30 km von Simferopol entfernt, entdeckt wurde.
Der Asteroid gehört zur Hygiea-Familie, einer eher älteren Gruppe von Asteroiden, wie vermutet wird, deren größtes Mitglied der Asteroid (10) Hygiea ist.
Der Himmelskörper wurde am 13. Januar 2000 nach der russischen Stadt Kaluga benannt, die rund 190 km südwestlich von Moskau an der Oka liegt und seit der Gründung eines Physik-Institutes 1892 durch Konstantin Ziolkowski heute als „Wiege der Kosmonautik“ gilt.